# Человек идёт за солнцем
«Человек идёт за солнцем» (рум. Omul merge după soare) — цветной художественный фильм 1961 года. Один из первых советских фильмов «новой волны», ознаменовавший появление «поэтического кино» периода «хрущёвской оттепели».
Снят Михаилом Каликом, в творчестве которого стал значительной вехой:

Этот фильм для меня — этапный, очень важный. Мне кажется, в этой картине я нашёл свой язык, который в дальнейшем, в фильме «До свидания, мальчики!», старался усовершенствовать, — поэтический язык кино. Тогда целая группа была, которую за рубежом назвали «русской новой волной»: моя картина «Человек идёт за солнцем», «Иваново детство» Тарковского, гениальная картина Параджанова «Тени забытых предков…»— М. Калик
После эмиграции М. Калика в ноябре 1971 года в Израиль фильм был изъят из проката.
В 2008 году на юбилейном 30-м Московском международном кинофестивале «Человек идёт за солнцем» участвовал во внеконкурсной программе «Социалистический авангардизм» (ретроспективный показ 18 советских фильмов, созданных в период с 1929 по 1971 год).

## Сюжет
Один день детской жизни, вместивший в себя огромное количество увиденного глазами ребёнка.
Если идти за солнцем, то можно обойти всю землю и вернуться на то же место, только с другой стороны. Услышав об этом от товарищей по дворовым играм, Санду решил на деле проверить правдивость сказанного.
В пути ему повстречались: продавец лотерейных билетов; учёный из института Солнца; подросток с увеличительным стеклом; счастливые отцы у роддома; девушка с разноцветными шарами, спешащая на свидание; базар с разнообразием фруктов и мальчик, угостивший его спелым арбузом; мотогонщик, выполнявший смертельный трюк; чудо-герой, на деле оказавшийся робким человеком, собирателем керамики и боящимся своей властной жены; водитель грузовика, который не желает свиданий сестры с малознакомым человеком; строители, накормившие вкусным обедом и с таким тактом предложившие его; милиционер, отругавший мальчика за излишнюю самостоятельность (сегодня ты идёшь за солнцем, а завтра будешь спекулировать билетами в кино); девушка, поливающая подсолнухи, и её начальник, приказавший вырвать их с корнем; чистильщик обуви, потерявший на войне ноги; мальчик, пускающий мыльные пузыри; похоронная процессия; золотые рыбки в городском фонтане; закат; вечернее кафе и песня, под которую так сладко спать.
В финале уставшего мальчика берёт на руки проходивший мимо военный музыкант и провожает к дому, по дороге внимательно слушая доверительную историю маленького путешественника о бесконечном дне и необычном приключении.

## Создатели фильма
| В фильме снимались | В фильме снимались                  |
| Исполнитель | В роли                              |
| --- | ----------------------------------- |
| Ника Кримнус | Санду, мальчик, идущий за солнцем   |
| Татьяна Бестаева | Эля, жена мотогонщика               |
| Николай Волков | продавец лотерейных билетов         |
| Георгий Георгиу | Кока, парикмахер                    |
| Максим Греков | Лёва, чистильщик обуви              |
| Евгений Евстигнеев | Николай Черных, мотогонщик          |
| Валентин Зубков | военный музыкант                    |
| Лев Круглый | водитель грузовика                  |
| Людмила Долгорукова | Викторица, его сестра               |
| Наум Кавуновский |                                     |
| Иосиф Левяну | таксист                             |
| Лариса Лужина | Ленуца, работница парка             |
| Виктор Маркин | счастливый отец                     |
| Анатолий Папанов | ответственный работник              |
| Георгий Светлани | прохожий с удочками, знаток футбола |
| Георгиос Совчис | «Герцог Оранский», строитель        |
| Валентина Телегина | женщина, читающая письмо            |
| Ион Унгуряну | учёный                              |
| Думитру Фусу | Рикэ, строгий милиционер            |
| С. Андреев, Г. Белов, В. Богатый, В. Григорьева, И. Гурзо-Губанова, Н. Дони, Б. Ермолаев, Л. Зимина, П. Завтони, В. Кулик, К. Крамарчук, В. Минин, Н. Никитич, Л. Наумов, А. Нагиц, Л. Панова, В. Филина, Ю. Хасо, Геннадий Четвериков парень в красной рубашке, в титрах — В.Четвериков, И. Шкуря, И. Шатохин, А. Юрчак, Д. Карачобану и др. | в эпизодах                          |

| Съёмочная группа                        | Съёмочная группа                  |
| --------------------------------------- | --------------------------------- |
| Авторы сценария                         | Валериу Гажиу, Михаил Калик       |
| Режиссёр-постановщик                    | Михаил Калик                      |
| Главный оператор                        | Вадим Дербенёв                    |
| Композитор                              | Микаэл Таривердиев                |
| Художники                               | Станислав Булгаков, Аурелия Роман |
| Оператор                                | Дмитрий Моторный                  |
| Монтаж                                  | Ксения Блинова и Н. Чайка         |
| Художник-гримёр                         | Павел Климов                      |
| Звукооператор                           | Александр Чайка                   |
| Редактор                                | Александр Конунов                 |
| Текст песни                             | Семён Кирсанов                    |
| Оркестр по производству фильмов Дирижёр | Эмин Хачатурян                    |
| Директор картины                        | Михаил Усольцев                   |

## Оценки фильма
Фильм, созданный на киностудии «Молдова-фильм», партийным руководством Молдавской ССР был воспринят резко отрицательно. Сюжет картины, лишённый драматической интриги и не отягощённый классовой идеологией, не нашёл понимания у первого секретаря ЦК Коммунистической партии Молдавии И. И. Бодюла, который высказался о фильме следующим образом: «Человек идёт за солнцем, а что он видит? Он видит сущую ерунду, а не наши советские достижения». Сразу после окончания съёмок авторы фильма были вызваны в ЦК Компартии Молдавии, где подверглись жёсткой критике. Второй секретарь ЦК Коммунистической партии Молдавии Е. С. Постовой, не понимающий, «как эта картина поможет повысить урожай кукурузы в Молдавии», указал на серьёзный идеологический просчёт фильма: «Что это за фильм? Что тут показано? Мальчик бегает… идёт на Запад, между прочим».
Михаил Калик был обвинён в формализме. В просьбе дать разрешение на показ фильма московскому начальству было отказано. Вывезя самовольно копию картины в багажнике машины, авторы фильма показали её председателю Союза кинематографистов Ивану Пырьеву, который, не найдя в фильме никакой крамолы, дал разрешение на его премьерный показ. Премьера картины, состоявшаяся в ЦДК, прошла с большим успехом и, по воспоминаниям М. Таривердиева, «на другое утро мы с Мишей Каликом проснулись знаменитыми».

Ника Кримнус в роли Санду. Кадр из фильма «Человек идёт за солнцем».

Рецензии на фильм в основном были положительными. Среди прочего критика отмечала операторскую работу Вадима Дербенёва, которого после выхода фильма стали называть «главным представителем поэтического кинематографа в операторском искусстве» (наряду с Сергеем Урусевским). В журнале «Новый мир» была напечатана статья Майи Туровской «Поэтическое и прозаическое кино сегодня», в которой проводился сравнительный анализ фильмов «Человек идёт за солнцем» и «Иваново детство».
По мнению журнала «Искусство кино», кинокартина заняла второе место (после кинофильма М. Ромма «Девять дней одного года») среди лучших фильмов 1962 года (следом шли киноленты «Когда деревья были большими» и «Иваново детство»).
Но стиль фильма, снятого в свободной манере близкой стилю французского кино «новой волны», противоречивший идеологическим стандартам советского кинематографа того времени, был воспринят неоднозначно. Секретарь ЦК КПСС Л. Ф. Ильичёв в своей речи на заседании Идеологической комиссии при ЦК КПСС (председателем которой он был) 26 декабря 1962 года сказал о фильме:

«В фильме чувствуется одарённость автора, но есть и серьёзные недостатки, против которых нельзя не возражать. Поиски особой, во что бы то ни стало необычной формы оборачиваются в ряде эпизодов фильма чисто внешним оригинальничаньем, манерностью, некритическим подражанием зарубежным модам».
В архиве сохранились газетные вырезки с рецензиями на фильм, напечатанными в зарубежной прессе. В номере столичной аргентинской газеты «Ла Насьон» (La Nación) от 27 июля 1964 года можно было прочитать: 

«Человек идёт за солнцем — фильм больших художественных достижений. Поэзия темы сочетается с удивительной манерой использования изображения и цвета. Михаил Калик — режиссёр этого фильма, столь необычайного по совокупности мыслей и чарующей привлекательности».
В одном из номеров журнала «Ви» за 1962 год шведский писатель Артур Лундквист писал:

«Похоже на то, что длительная зимовка в советском кино, наконец, закончилась. Лёд после сталинизма тронулся и повёл к новому освобождению искусства. Лучшим доказательством этого является фильм „Человек идёт за солнцем“ — сильная символическая тема которого выдвигает на передний план триумфальную художественную форму. Фильм стал маленьким чудом поэтической непосредственности и полных смысла переживаний».

## Факты
- Музыка Микаэла Таривердиева, использованная в этой картине, впервые принесла ему успех в качестве кинокомпозитора.
- Эпизод с участием главного героя и трёх девушек, танцующих на футбольном поле, был снят на стадионе имени С. М. Кирова в Ленинграде. Съёмки эпизода на стадионе прошли незадолго до одного из матчей чемпионата СССР по футболу, в котором ленинградский «Зенит» принял у себя дома кишинёвский клуб «Молдова» (ныне «Зимбру»).